# Desiderio di Die
Desiderio di Die, anche noto come Désiré o Didier de Lemps o Lans; in (LA)  Desiderius, (XII secolo – 1222 circa) è stato un vescovo cattolico e monaco cristiano francese dell'Ordine certosino. Fu priore della certosa di Durbon in Provenza.

## Biografia

### Origini del nome
Le origini di Didier, a volte Désiré (Desiderius secondo la Gallia Christiana), non sono note con precisione. Il primo nome Didier è la forma conservata in particolare dagli autori della diocesi di Die. Gli autori della Gallia Christiana indicano il nome Lanz, altri come de Lans e de Lemps. Questo nome è quello menzionato nel Necrologio di San Roberto (p. 21, n. 123). L'autore Jean Columbi, nella sua Opuscula varia (1668), indica che apparteneva alla famiglia dei conti di Forcalquier.
Secondo diversi autori, Didier era fratello dell'arcivescovo di Vienne, Burno, già vescovo di Viviers.

### Carriera ecclesiastica
Diventato monaco certosino, fu priore della certosa di Durbon, in Provenza.
Fu eletto vescovo di Die dal capitolo nel 1214. È menzionato in diversi documenti, in particolare verso la fine dell'anno, quando si recò a Basilea, con altri prelati della regione, per incontrare il Sacro romano imperatore, Federico II di Svevia, il 23 novembre 1214: dove ottenne il riconoscimento dei privilegi per tutti i beni della chiesa di Die. Fu durante questo incontro che ottenne dal re lo stesso riconoscimento di questi diritti reali per la chiesa di Viviers, affidata a suo fratello Burnon, impossibilitato a viaggiare.
La concessione di privilegi da parte del futuro imperatore non garantì tuttavia la pace al suo ritorno. Il contesto regionale contrapponeva le rivendicazioni del conte di Tolosa, Raimondo VI a quelle del re di Francia, ma anche la diffusione dell'eresia. In risposta alle varie tensioni, papa Innocenzo III convocò un sinodo a Roma, denominato Concilio Lateranense IV, nel novembre 1215, al quale Didier sembra aver partecipato.
Durante la Crociata albigese, il concilio dichiarò decaduto il conte Raimondo VI ed assegnò la contea al responsabile militare della crociata, Simone di Montfort, e Desiderio sembra favorevole ai francesi, favorendone l'avanzata.
Il 1° luglio 1218, Didier riconobbe la città di Die e i suoi abitanti come aventi ottenuto certe libertà ed usi. La borghesia cittadina sembrò aver approfittato delle tensioni tra il conte e il vescovo per aumentare le proprie pretese, se non la propria influenza. Venne emanato un atto che promuoveva così leggi municipali composte da dodici articoli, con i quali il vescovo perdeva più potere sulla sua città.
Non si conosce con precisione la fine del suo episcopato. La tradizione lo colloca nel 1222. Il suo successore, Bertrand d'Étoile, sembra prendere possesso della diocesi nell'agosto del 1223.
I monaci certosini lo annoverano come beato.